# Star Wars Rebels
Star Wars Rebels là một chương trình hoạt hình CGI 3D của Mỹ được sản xuất bởi Lucasfilm. Chương trình lấy thời điểm 14 năm sau sự kiện của bộ phim Sự trả thù của người Sith và 5 năm trước Niềm hi vọng mới. Rebels lấy bối cảnh khi Đế Chế Thiên Hà đang lên nắm quyền và mở rộng ảnh hưởng của chúng trên khắp thiên hà, lực lượng của Đế Chế đang truy đuổi những Jedi cuối cùng còn sống sót trong khi đó thì mầm mống của một lực lượng nổi dậy được hình thành. Phong cách hình ảnh của chương trình dựa trên các bức phác thảo ban đầu của Ralph McQuarrie cho bộ ba phần Star Wars đầu tiên.
Chương trình công chiếu lần đầu bằng một bộ phim dài 44 phút, Star Wars Rebels: Spark of Rebellion, vào ngày 3 tháng 10 năm 2014 và chiếu chính thức trên kênh Disney XD vào ngày 13 tháng 10 năm 2014. Loạt chương trình giới thiệu nhiều nhân vật mới cùng với những nhân vật cũ đã xuất hiện trong các phần phim gốc. Mùa 1 của loạt phim gồm 14 tập, giới thiệu những nhân vật mới cùng với sự xuất hiện của vài nhân vật của bộ phim gốc. Mùa 2 gồm 20 tập phim bắt đầu vào 20 tháng 6 năm 2015 với một bộ phim dài, Star Wars Rebels: The Siege of Lothal. Mùa 3 gồm 19 tập phim bắt đầu với một phim dài tập khác, Star Wars Rebels: Steps Into Shadow bắt đầu vào 24 tháng 12 năm 2016. Mùa 4 và cũng là mùa cuối của sê-ri bắt đầu bằng tập phim Star Wars Rebels: Heroes of Mandalore vào ngày 16 tháng 10 năm 2016 và tập cuối được chiếu vào ngày 5 tháng 3 năm 2018.
Dave Filoni, Simon Kinberg và Greg Weisman là giám đốc sản xuất của chương trình vào mùa 1. Weisman bỏ chương trình sau mùa 1.

## Nội dung
Mười bốn năm sau sự sụp đổ của Cộng Hòa Thiên Hà và Hội đồng Jedi, một nhóm nhỏ những người nổi loạn gồm sáu người chống lại Đế chế Thiên hà độc ác. Loạt phim sẽ giới thiệu về sự phát triển của phe Nổi Loạn từ một số nhỏ ở mức địa phương đến một phe kháng chiến hùng mạnh chống lại Đế chế Thiên hà.

## Nhân vật
- Taylor Gray vai Ezra Bridger
- Freddie Prinze, Jr. vai Kanan Jarrus
- Vanessa Marshall vai Hera Syndulla
- Tiya Sircar vai Sabine Wren
- Steven Blum vai Garazeb "Zeb" Orrelios
- Dave Filoni vai "Chopper"